# 支承
支承（ししょう）とは、橋梁において、上部構造（主桁・主構）と下部構造（橋台や橋脚）の間に設置する部材のことである。沓（くつ、シュー、shoe）とも呼ばれる。

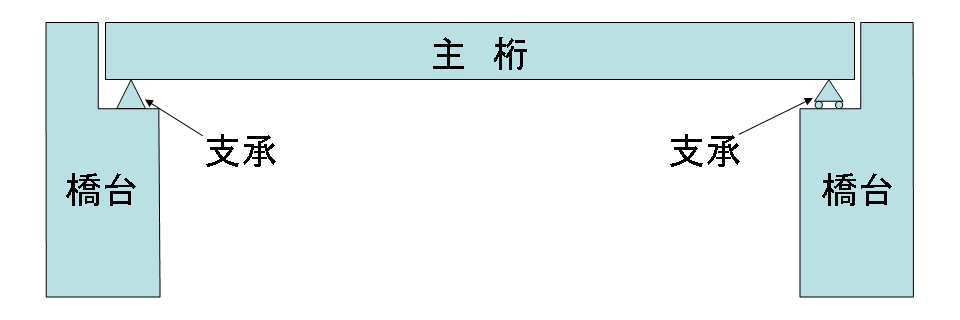
支承を用いた橋梁の例（単純桁橋）

## 概要
橋梁では、温度変化の影響による主桁や主構（以下「上部構造」）の伸縮の吸収や耐震性向上を目的として、上部構造と橋台および橋脚（以下「下部構造」）を直接剛結せず、変形を吸収する部材を介して支持するのが一般的である（直接剛結しているものをラーメン橋とよぶ）。この部材を支承と呼び、上部構造の変形（回転・伸縮）を吸収し、上部構造の荷重を下部構造に伝達する役割を果たす。
近年、橋梁の巨大化、耐震性基準の強化により、支承部にかかる費用が大きくなった。総工事費の30%になることもあり、ラーメン橋や軽量化の図れる複合構造が採用される事例が増えるとともに、機能分離型支承なども検討されている。

## 支承の分類

### 機能による分類

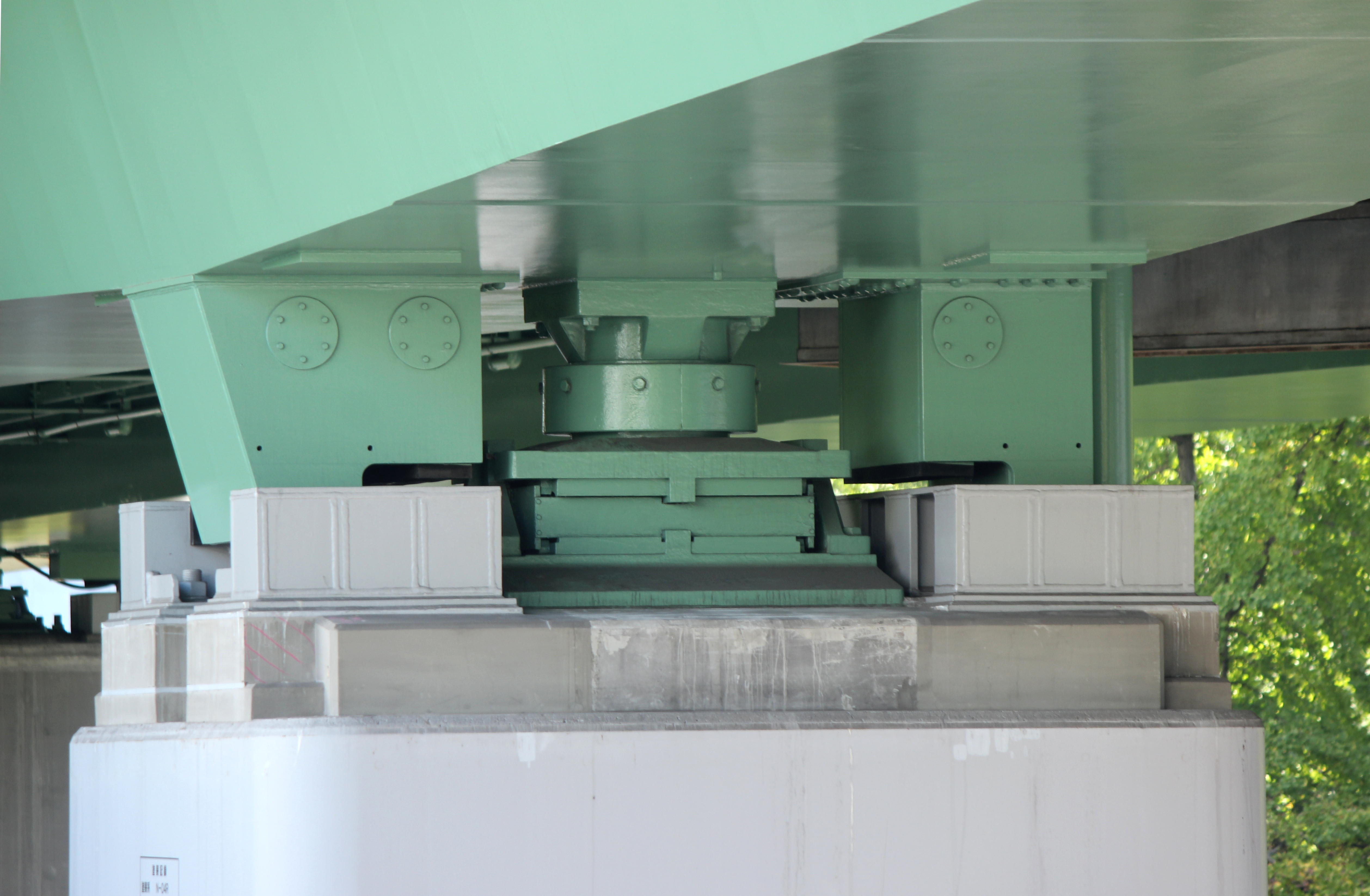
ピボット支承

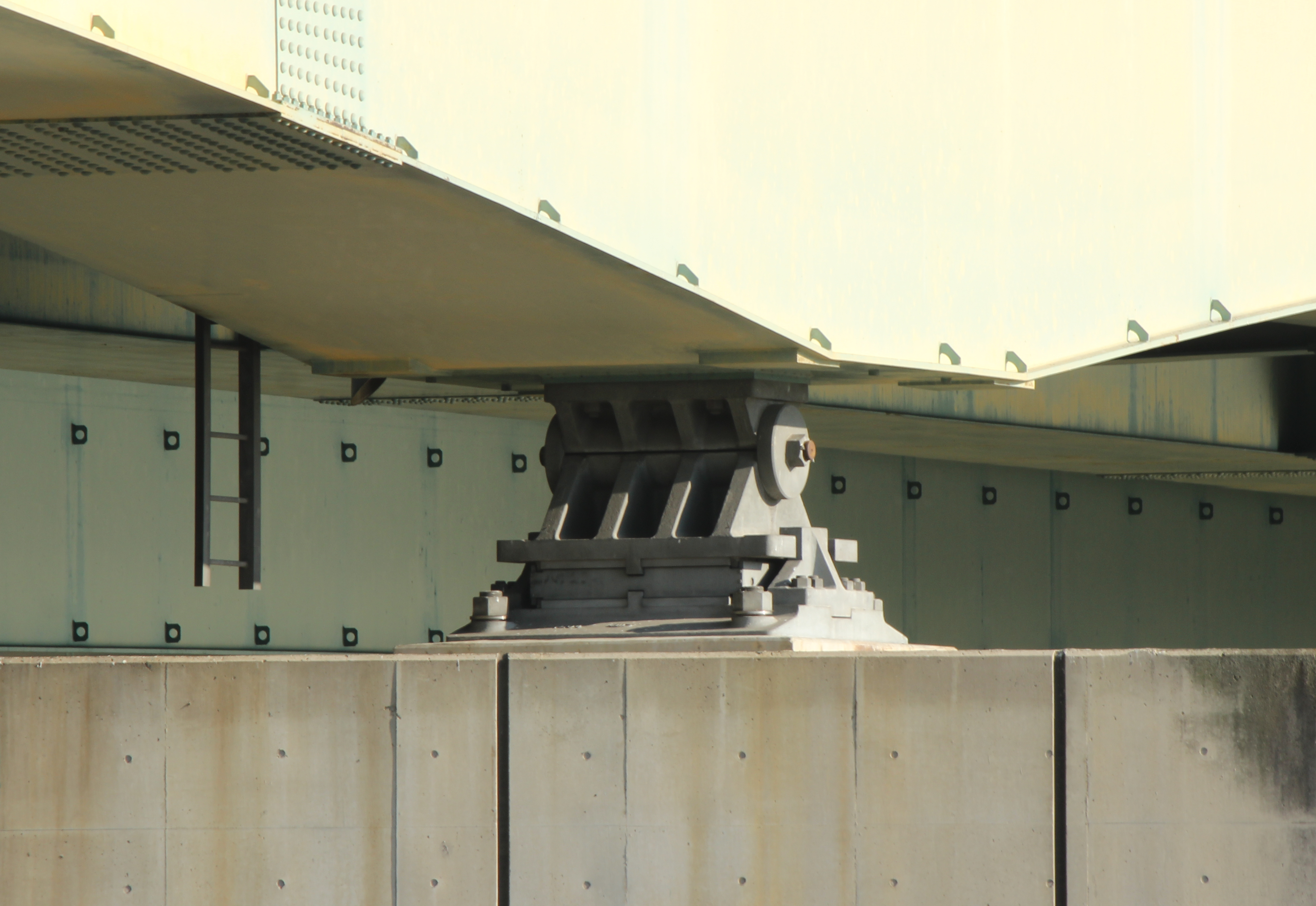
ピン支承

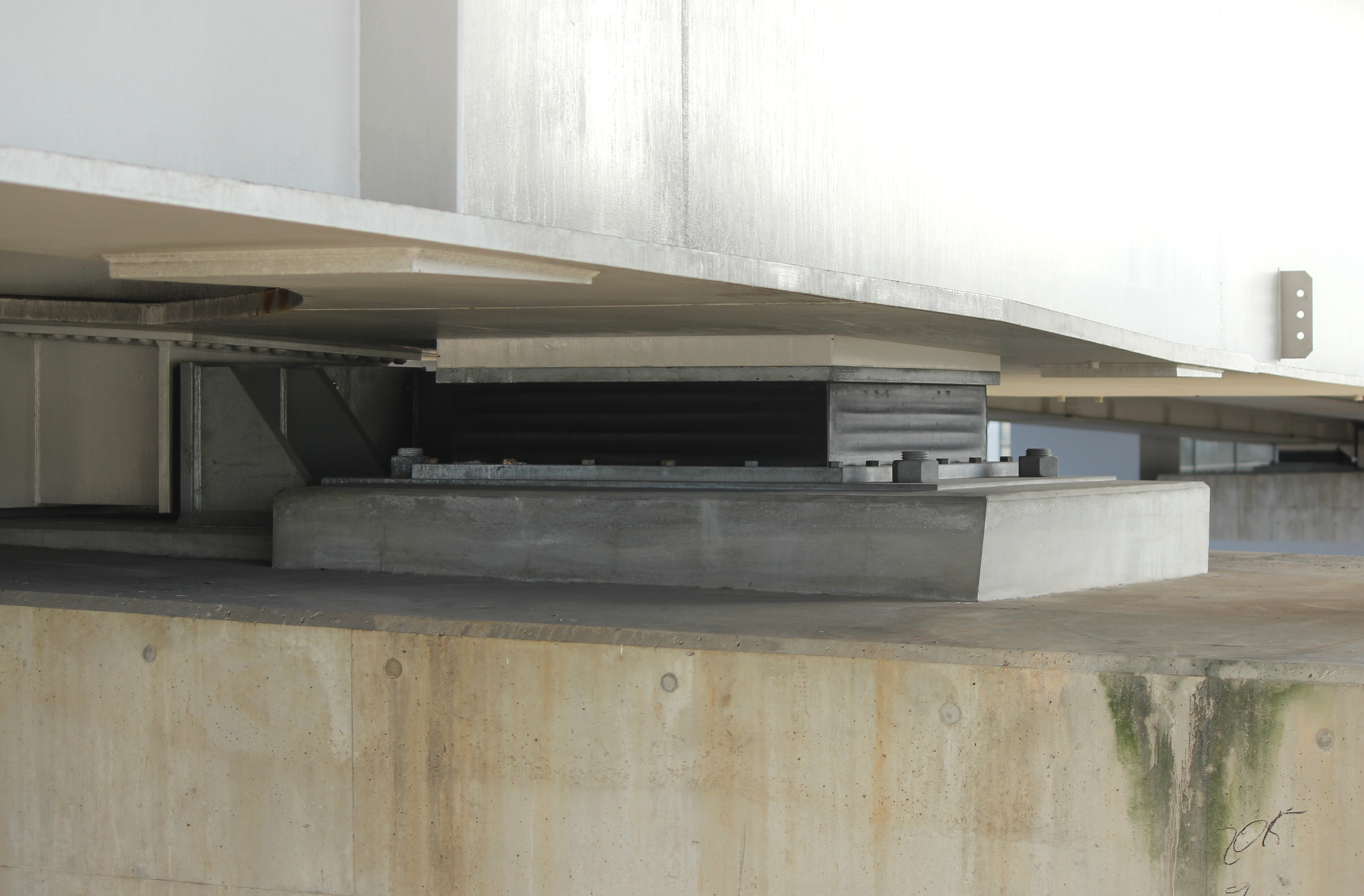
ゴム支承

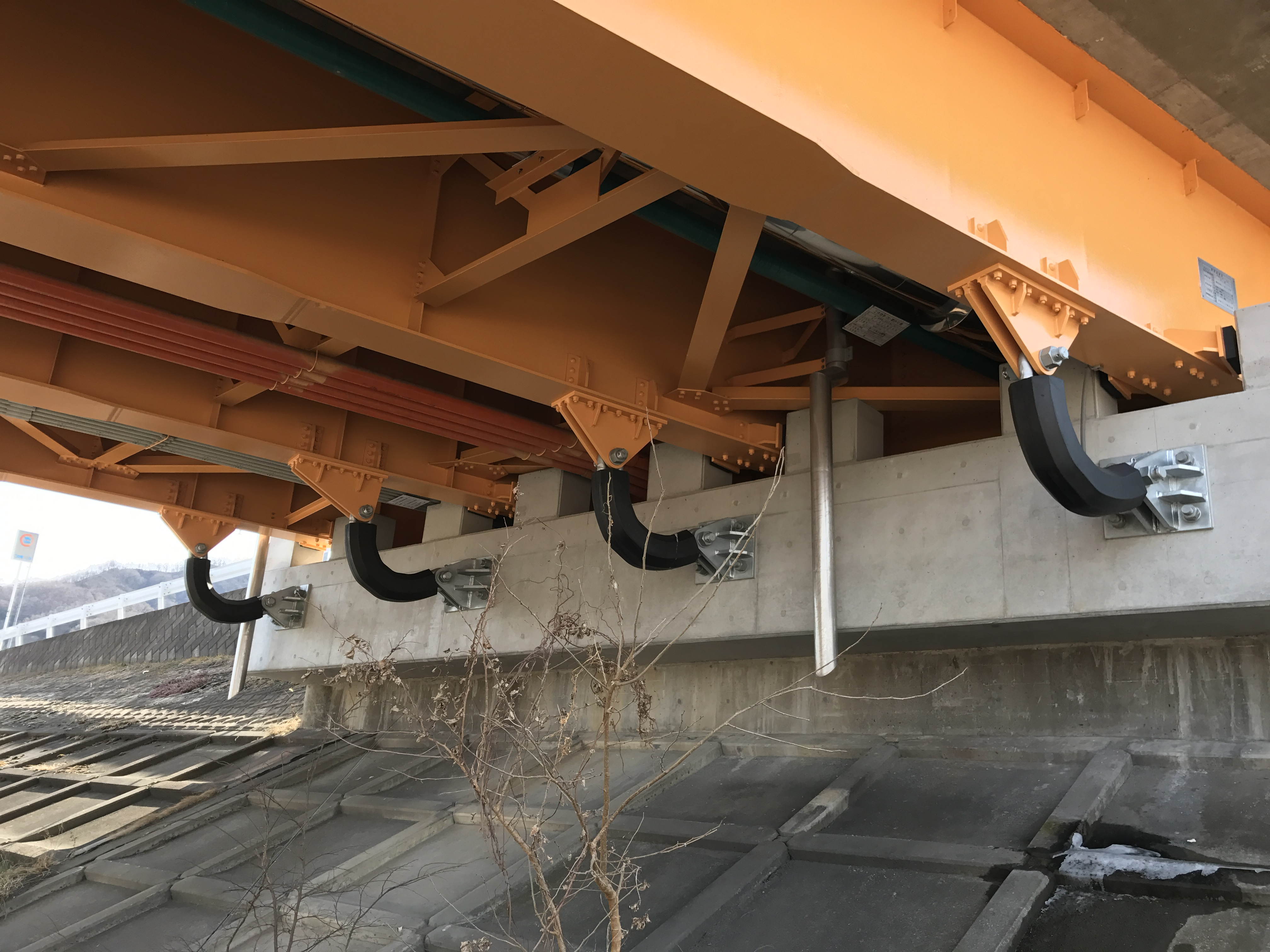
橋梁、支承部の落橋防止構造の一例

固定支承上部構造の回転変位のみを吸収する支承。鉛直方向荷重のほか、地震などの水平方向荷重も作用する。
図面上ではF (=Fix)の記号が用いられる。
可動支承上部構造の回転と伸縮を吸収する支承。鉛直方向荷重のみを受け、水平力は作用しない。
図面上ではM (=Move)の記号が用いられる。
水平力分散支承反力分散支承とも呼ばれる。弾性的に固定する支承構造。
旧来、固定支承と可動支承を組み合わせた橋梁では、1箇所を固定、残りをすべて可動とするのが一般的であった。しかし、地震力が作用した場合、固定支承のみが集中的に地震力を受け持つこととなり、固定支承や下部構造に損傷が多く発生した。
そこで、近年では上部構造の温度応力による伸縮や、不静定応力による伸縮を弾性的に吸収し、地震力を各弾性支承で分担するこのタイプの支承が多く用いられる。
図面上ではE (=Elastic)の記号が一般に用いられる。
一般的に、積層ゴム支承が用いられる。
免震支承前述の水平力分散支承に、地震時の振動を減衰する機能を加えたもの。
通常の積層ゴム支承に鉛を封入して、その降伏応力による減衰機能を付加した鉛プラグ入り積層ゴム支承や、ゴム自体に減衰機能を持たせた高減衰積層ゴム支承などがある。図面上の記号は、水平力分散支承と同様Eが用いられる。
剛結支承ではないが、ラーメン橋などで剛結構造とした場合は、支点条件としてR (=Rigid)と表記される。